# 函館地方検察庁
函館地方検察庁（はこだてちほうけんさつちょう）は、北海道函館市にある日本の地方検察庁の一つで、北海道のうち渡島、檜山、後志西部の各振興局管内を管轄している。略称は、函館地検（はこだてちけん）。江差に支部を置いている。ただし、江差支部は本庁内で業務を行っている。

## 所在地
- 本庁 - 函館市上新川町1-13　北緯41度46分43.6秒 東経140度44分17.2秒 / 北緯41.778778度 東経140.738111度
函館市電「昭和橋」電停または「千歳町」電停から徒歩5分
函館バス「昭和橋」バス停または「千歳町」バス停から徒歩5分

## 管轄
| 本庁     | 函館区検察庁 | 函館市・北斗市・上磯郡・亀田郡・茅部郡                                                             |
| 本庁     | 松前区検察庁 | 松前郡                                                                                             |
| 本庁     | 八雲区検察庁 | 山越郡・瀬棚郡・久遠郡せたな町（旧瀬棚郡瀬棚町・旧瀬棚郡北檜山町）・二海郡八雲町（旧山越郡八雲町） |
| 本庁     | 寿都区検察庁 | 寿都郡・島牧郡                                                                                     |
| 江差支部 | 江差区検察庁 | 檜山郡・爾志郡・奥尻郡・久遠郡せたな町（旧久遠郡大成町）・二海郡八雲町（旧爾志郡熊石町）           |